# Рыбинский, Якуб Зыгмунд
Якуб Зыгмунт Рыбинский (пол. Jakub Zygmunt Rybiński; около 1685, Краков — 16 декабря 1725, Люблин) — польский военный и государственный деятель, генерал-лейтенант, генерал артиллерии коронной  (1714—1725), генерал национальной кавалерии с 1710 года, воевода хелминский (1714—1725), ловчий великий коронный (1710—1714), маршалок Главного Коронного трибунала в 1715 и 1725 годах, командир саксонской дивизии, действовавшей в Пруссии в 1705 году, старост вислицкий, ковалевский, липенский и снятынский, подкоморий хелмненский, эконом мальборкский, посол Польской Республики в Османскую империю в 1710 году.

## Биография
Представитель кашубского дворянского рода Рыбинских из Рыбно герба «Выдра». Сын Ежи Рыбинского и Беаты Рыбинской (урожденной Ровенской).
Депутат парламента от Поморского воеводства на элекционный сейм 1697 года. Он был депутатом от Поморского воеводства в пацификационном сейме 1699 года. Он был участником Варшавской вальной рады в 1710 году.
Награжден орденом Белого Орла.
В 1717 году женился на Хелене Иоанне Потоцкой (ок. 1693 — ок. 1761), дочери Ежи Потоцкого (+ 1691) и Александры Потоцкой. У супругов была одна дочь:
- Анна Жозефа Рыбинская (ок. 1720—1768), муж с 1736 года князь Станислав Костка Чарторыйский (ок. 1700—1766).